# Jan Kits sr.
Jan Kits sr. (Rheden, 20 april 1902  – Zeist, 5 september 1986) was een Nederlandse evangelist en een van de oprichters van de Evangelische Omroep.

## Levensloop
Kits had zijn activiteiten ondergebracht in de Morgensterstichting. Ook was hij de initiatiefnemer achter de jeugdorganisatie Jong Nederland voor Christus. In de jaren twintig en dertig van de twintigste eeuw raakte Kits betrokken bij de Maranatha-beweging van Johannes de Heer. In 1947 kocht hij een pand in Doorn waar hij het christelijke conferentiecentrum Het Brandpunt begon.
Kort na de oorlog onderzocht Kits al de mogelijkheid voor een commercieel evangelisch radiostation, maar kwam er al snel achter dat de Nederlandse wet daarvoor geen ruimte bood. Door een nieuwe Omroepwet ontstond er in 1966 wel ruimte voor nieuwe toetreders. Kits was intussen onderdeel van een groep die zich zorgen maakten over de koers van de NCRV. Zij vonden dat er te weinig ruimte was voor evangelieverkondiging. Uit deze groep kwam de Evangelische Omroep voort. Kits was de eerste voorzitter. In 1969 maakte hij vrijwillig plaats voor Willem Glashouwer sr.. Vanwege diens Hervormde achtergrond hoopte de nieuwe omroep meer aanhang te verwerven in de gevestigde kerken. Kits was namelijk lid van de gemeente der Herrnhutters – ook bekend als de Evangelische Broedergemeente – in Zeist. Ook vicevoorzitter Albert Ramaker kwam uit een vrije groep, namelijk de Vergadering van Gelovigen. Kits maakte daarna nog lang onderdeel uit van het bestuur van de EO.

## Persoonlijk
Jan Herm Kits, een zoon van Jan Kits, is de oprichter van Stichting Agapè, de Nederlandse tak van Campus Crusade for Christ. Dochter Reina Kits was getrouwd met George Brucks.
Jan Kits sr. (1967-1968) · Johan Rippen (1968-1971) · Willem Glashouwer sr. (1971-1983) · Jan Velema (1983-1990) · Arie van der Veer (1990-2008) · Arjan Lock (2008-heden)